# Кизляр (фрегат)
«Кизляр» — парусный фрегат Каспийской флотилии Российской империи, находившийся в составе флота с 1785 года, один из пяти фрегатов типа «Кавказ». В течение службы совершал плавания в Каспийском море, сведений о завершении службы судна не сохранилось.

## Описание судна
Парусный деревянный фрегат типа «Кавказ», одно из пяти судов этого типа, строившихся для нужд Каспийской флотилии на Казанской верфи с 1784 по 1798 год. Длина судна по сведениям из различных источников могла составлять от 30,48 до 30,5 метра, ширина от 7,9 до 7,92 метра, а осадка от 2,4 до 2,44 метра. Вооружение судна составляли четырнадцать 6-фунтовых орудий и шесть полуфунтовых фальконетов.

## История службы
Фрегат «Кизляр» был заложен на стапелях Казанской верфи 20 июня (1 июля) 1784 года и после спуска на воду 8 (19) мая 1785 года вошёл в состав Каспийской флотилии России. Строительство фрегата вёл кораблестроитель Протопопов.
В кампанию 1784 года фрегат был переведён по Волге с верфи в Астрахань и 12 (23) июля 1785 года уже был в астраханском порту.
Начиная 1785 года фрегат выходил в плавания в Каспийское море.
Сведений о завершении службы фрегата «Кизляр», а также о его выводе из состава флота не сохранилось.

## Командиры фрегата
Командирами фрегата «Кизляр» в составе Российского императорского флота в разное время служили:
- Р. М. Харламов (1790 год)[3].

### Комментарии
1. ↑  Также в рамках серии были построены фрегаты «Кавказ», «Астрахань», № 1 и № 2[1].
2. ↑  100 футов[2].
3. ↑  26 футов[2].
4. ↑  8 футов[2].